# 伊哥洛特叛亂

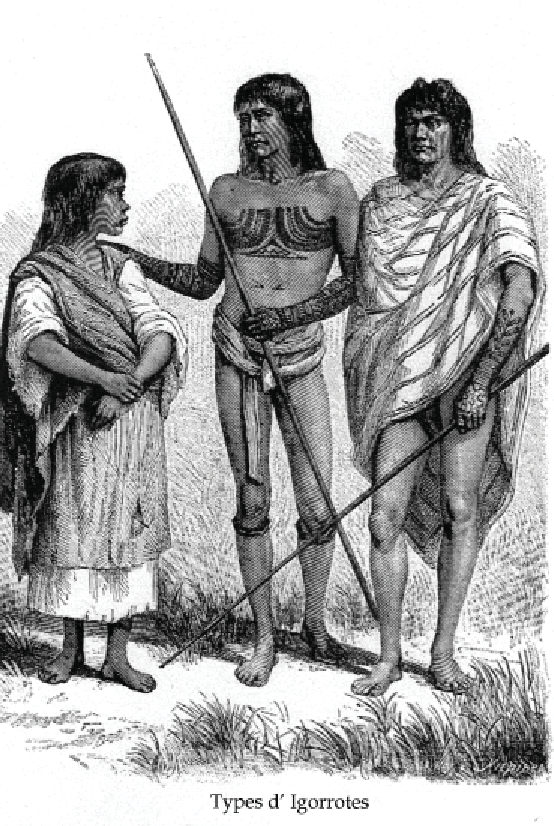
19世紀的伊哥洛特人

伊哥洛特叛亂，是1601年菲律賓的一次宗教起義，反對西班牙試圖將呂宋島北部的伊戈洛特人基督教化。西班牙總督法蘭西斯科·德特洛·德·古茲曼派遣馬特奧·德·阿蘭達中尉率領西班牙和菲律賓殖民軍隊。西班牙人決心讓伊哥洛特人皈依基督教。他們希望殖民伊戈洛特人的另一個原因是科迪勒拉山脈存在黃金和煙草，伊戈洛特人通常將其用於裝飾和貿易。
他們發起了一場十字軍東征，以勸說呂宋島的高地原住民，並將他們置於西班牙的管轄之下。1601年11月，法蘭西斯科的前任弗雷·埃斯特萬·馬林被派去安撫科迪勒拉的山區定居點。他在此過程中殉職，他的屍體被綁在樹上，被箭射中，然後被肢解。
一支由西班牙和菲律賓盟友（主要是來自邦板牙人和邦阿西楠人）強大的遠征隊，在阿蘭達中尉的指揮下，被派去阻止伊戈洛特人抵抗殖民征服。然而，他的營遭到了3000名伊戈洛特戰士的伏擊，被徹底摧毀，剩餘的倖存者逃下山。由於無法征伊戈洛特人，西班牙人鼓勵邦板牙人和邦阿西楠的人與伊戈洛特人作戰，奴役任何被俘虜的人。儘管如此，伊戈洛特人在1608年、1635年和1663年繼續擊敗西班牙遠征軍。